# Metarranthis panisaria
Metarranthis panisaria là một loài bướm đêm trong họ Geometridae.